# Seitneria austriaca
Seitneria austriaca är en stekelart som beskrevs av Tavares 1928. Seitneria austriaca ingår i släktet Seitneria, och familjen glattsteklar. Arten är reproducerande i Sverige.